# Лопис, Эвертон
Э́вертон дус Са́нтус Ло́пис (порт.-браз. Éverton dos Santos Lopes; род. 8 августа 1988, Салвадор) — бразильский боксёр, представитель лёгкой и первой полусредней весовых категорий. Выступал за сборную Бразилии по боксу во второй половине 2000-х — первой половине 2010-х годов, чемпион мира, серебряный призёр Панамериканских и Южноамериканских игр, участник двух летних Олимпийских игр. В 2015—2017 годах боксировал на профессиональном уровне.

## Биография
Эвертон Лопис родился 8 августа 1988 года в городе Салвадор штата Баия.

### Любительская карьера
Первого серьёзного успеха на взрослом международном уровне добился в сезоне 2006 года, когда вошёл в основной состав бразильской национальной сборной и побывал на Южноамериканских играх в Буэнос-Айресе, откуда привёз награду серебряного достоинства, выигранную в зачёте лёгкой весовой категории — в решающем финальном поединке потерпел поражение от колумбийца Дарлейса Переса. Также в этом сезоне одержал победу на юниорском панамериканском первенстве, тогда как на чемпионате мира среди юниоров попасть в число призёров не смог, в четвертьфинале был остановлен кубинцем Роньелем Иглесиасом.
В 2007 году завоевал серебряную медаль на домашних Панамериканских играх в Рио-де-Жанейро, уступив в финале кубинскому чемпиону мира Йорденису Угасу. Боксировал на чемпионате мира в Чикаго, но здесь в первом же поединке его победил монгол Уранчимэгийн Монх-Эрдэнэ.
Благодаря череде удачных выступлений удостоился права защищать честь страны на летних Олимпийских играх 2008 года в Пекине. Тем не менее, провёл здесь только один единственный бой — в стартовой встрече категории до 60 кг со счётом 7:9 неожиданно проиграл малоизвестному представителю Киргизии Асылбеку Таласбаеву.
На мировом первенстве 2009 года в Милане на стадии четвертьфиналов со счётом 17:2 был разгромлен россиянином Альбертом Селимовым.
В 2010 году выиграл серебряную медаль на Южноамериканских играх в Медельине, после чего принял решение подняться в первую полусреднюю весовую категорию. С появлением Всемирной серии бокса сразу же стал её участником, представлял американскую команду «Лос-анджелесские матадоры», выиграл здесь у таких известных боксёров как Рейнелл Уильямс и Хуан Пабло Ромеро.
На чемпионате мира 2011 года в Баку одолел всех своих соперников по турнирной сетке, в том числе в финале взял верх над украинцем Денисом Беринчиком, и завоевал тем самым золотую медаль.
Находясь в числе лидеров боксёрской команды Бразилии, Лопис благополучно прошёл квалификацию на Олимпийские игры 2012 года в Лондоне — здесь ему снова не повезло в первом же своём бою в категории до 64 кг он со счётом 15:18 проиграл кубинцу Иглесиасу, который в итоге и стал победителем этого олимпийского турнира.
После лондонской Олимпиады Эвертон Лопис ещё в течение некоторого времени оставался в составе бразильской национальной сборной и продолжал принимать участие в крупнейших международных турнирах. Так, в 2013 году он выступил на чемпионате мира в Алма-Ате, дошёл до стадии полуфиналов и получил бронзу, проиграв казаху Мерею Акшалову.

### Профессиональная карьера
Покинув олимпийскую сборную, Лопис решил попробовать себя среди профессионалов и в феврале 2015 года успешно дебютировал на профессиональном уровне. Боксировал преимущественно на территории США, в течение первых двух лет одержал шесть побед, не потерпев при этом ни одного поражения.